# アンドロメダ (フリーニの絵画)
『アンドロメダ』（露: Андромеда、洪: Androméda、英: Andromeda）は、17世紀イタリア・バロック期の画家フランチェスコ・フリーニが1630年代にキャンバス上に油彩で制作した画家円熟期の絵画である。ギリシャ神話に登場するアンドロメダを主題としている。サンクトペテルブルクのエルミタージュ美術館、ブダペスト国立西洋美術館などが所蔵する4点のヴァージョンが知られ、その中ではエルミタージュ美術館のヴァージョンが最も質が高い。

## 主題
オウィディウスの著作『変身物語』によると、エチオピアの王妃カシオペアは自分の美貌がネーレーイスたちに勝ると宣言した。これが海神ポセイドンの怒りを買い、彼はエチオピアの海岸に怪物ケートスを送り込む。ポセイドンの怒りを鎮めるために、エチオピア王エクへトスは、国民を餌食とするケートスに美しい王女アンドロメダを身代わりの生贄として差し出すよりほかはなかった。彼女は裸体で岩に鎖でつながれたが、英雄ペルセウスが現れて、怪物を退治し、彼女を解放した後に彼女と結婚する。

## 作品
アンドロメダの主題は16世紀から17世紀のヨーロッパ美術では人気の高いもので、ヴェロネーゼ、ティントレット、ティツィアーノ、アンニーバレ・カラッチ、ルーベンスにいたる様々な画家たちが扱っている。画家たちは通常、この主題を描く際、アンドロメダが鎖で岩につながれたままの状態で、ペルセウスが怪物と闘う場面を選んでいる。
フィレンツェの画家フリーニの主題へのアプローチは異なっており、ペルセウスは画面に登場していない。死に直面したアンドロメダの表情に恐怖の色は浮かんでおらず、1人深い悲しみに沈む様子で描かれている。一見すると、身体の4分の3の姿で表されたアンドロメダは、アンドロメダというより海の泡から生まれたヴィーナスのようである。身体のやわらかな造形、優雅なポーズ、風になびく髪の毛と布地などは、神話の荒々しいドラマ性を示唆していない。光は透明なヴェールのようで、彼女の慎み深さを隠すことはなく、風をはらんだ青いマントは彼女の身体を青みがかった影で包み、その白さをいっそう際立させている。こうした特質はフリーニの大部分の絵画に見られるもので、彼は上品な官能美で見る者を魅了する女性像を生み出した。

## 歴史
17世紀のイタリアの画家・美術理論家のフィリッポ・バルディヌッチの伝記にはフリーニの『アンドロメダ』に関する言及があるが、その作品はおそらくエルミタージュ美術館に所蔵されているヴァージョンに関するものである。彼によれば、ヴェネツィアから戻ったフリーニは多くの作品を制作したが、その中に「皇帝陛下のためのアンドロメダ」があった。作品がロシアに渡った経緯は不明であるが、1785年までにはエカチェリーナ2世の寵臣グレゴリー・オルロフが入手している。作品は、1930年にストロガノフ (Stroganov) 宮殿美術館のコレクションからエルミタージュ美術館に移された。

## ギャラリー

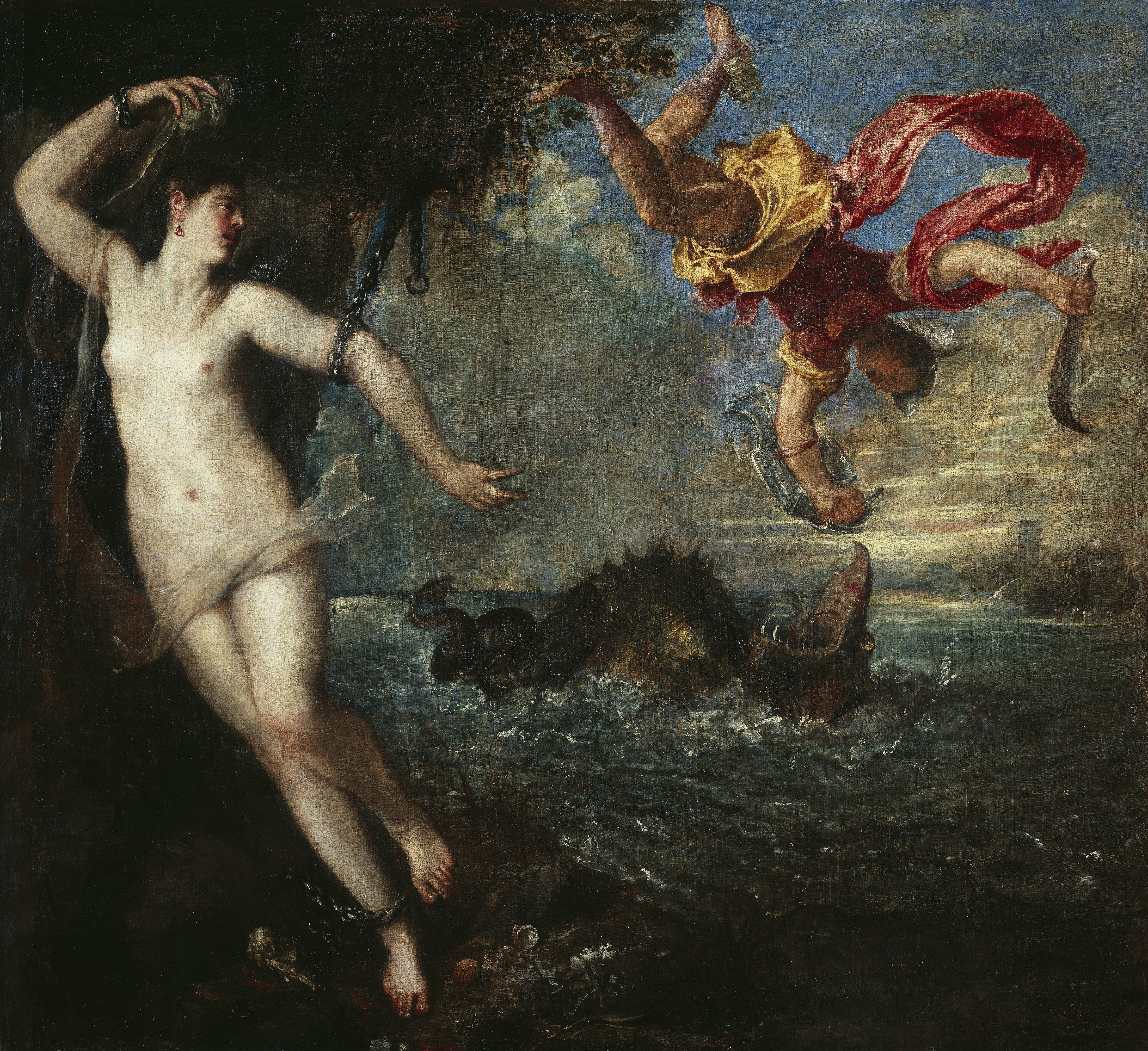
ティツィアーノ『ペルセウスとアンドロメダ』 (1554-1556年)、ウォレス・コレクション、ロンドン
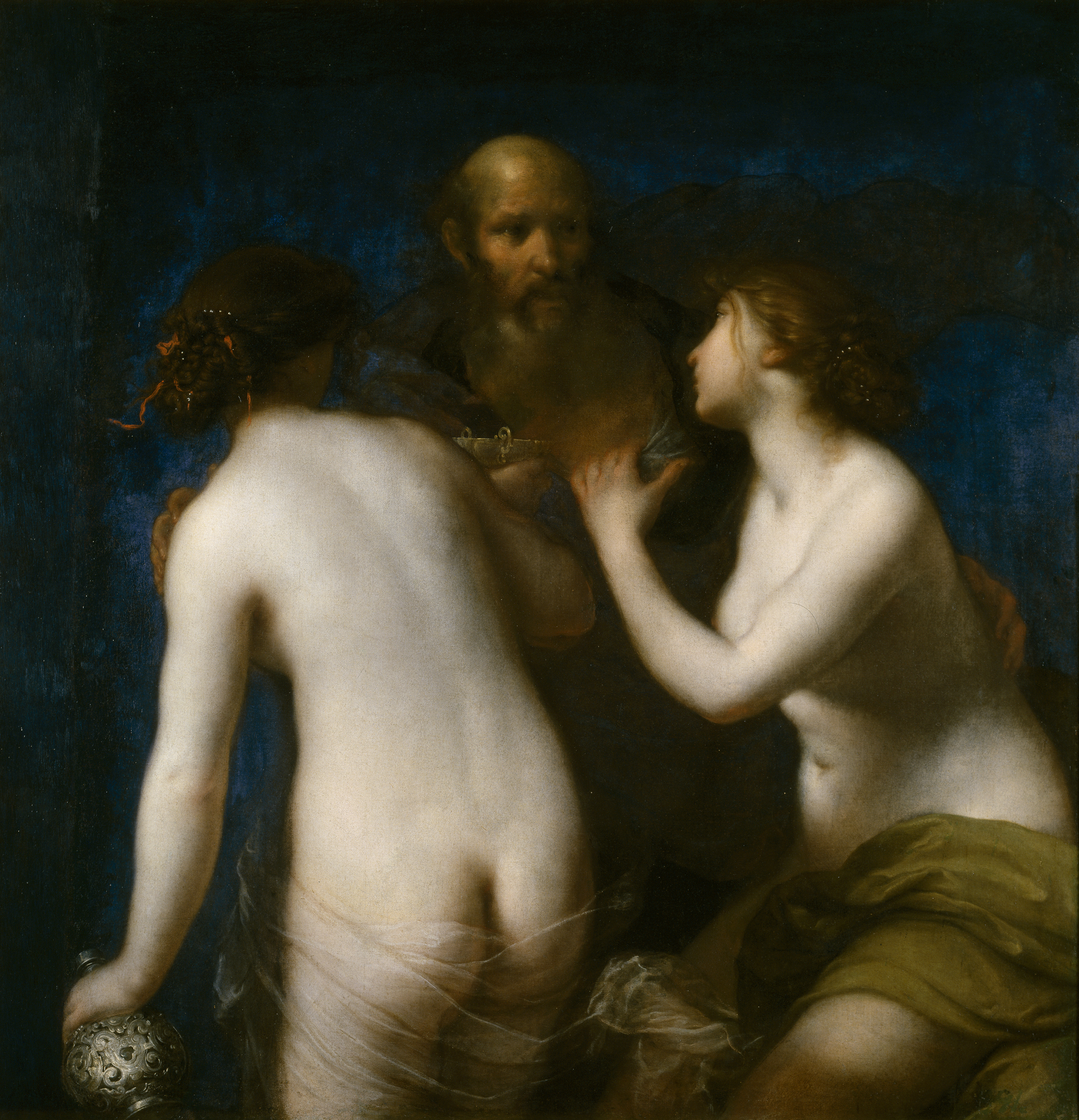
フリーニ『ロトとその娘たち』 (1634年)、プラド美術館、マドリード